# René ten Bos
René ten Bos (Hengelo (Overijssel), 9 september 1959) is een Nederlandse filosoof en columnist. Hij is hoogleraar filosofie aan de Faculteit der Managementwetenschappen aan de Radboud Universiteit en decaan van het Honours Programma aldaar. Hij staat bekend als een eigenzinnig denker. Tegendraads en provocatief zet hij gangbare ideeën opzij en biedt op toegankelijke wijze een breed en kritisch perspectief.

## Biografie
René ten Bos is geboren in 1959 in Hengelo. Zijn vader was textielarbeider en zijn moeder magazijnmedewerker.
Van 1982 tot 1987 studeerde hij filosofie in Nijmegen. In de jaren daarna kwam hij terecht in de organisatieadvieswereld. Hij werkte onder meer als docent in het hoger beroepsonderwijs. In 1999 promoveerde hij aan wat toen nog de Katholieke Universiteit Brabant (Tilburg) heette. In 2001 werd hij in Nijmegen benoemd tot bijzonder hoogleraar filosofie, een positie die drie jaar later werd omgezet in een gewoon hoogleraarschap.In deze periode publiceerde hij veel in academische tijdschriften en was hij redacteur van enkele van die tijdschriften. Hij schreef in het Nederlands en het Engels. Boeken van hem werden vertaald in het Nederlands, het Engels en het Frans. Van 2017 tot 2019 was hij Denker des Vaderlands. Tevens is Ten Bos langjarig columnist van Het Financieele Dagblad en een bekende public speaker.
In april 2021 werd hij benoemd tot Officier in de Orde van Oranje Nassau. Ten Bos is getrouwd.

## Werk

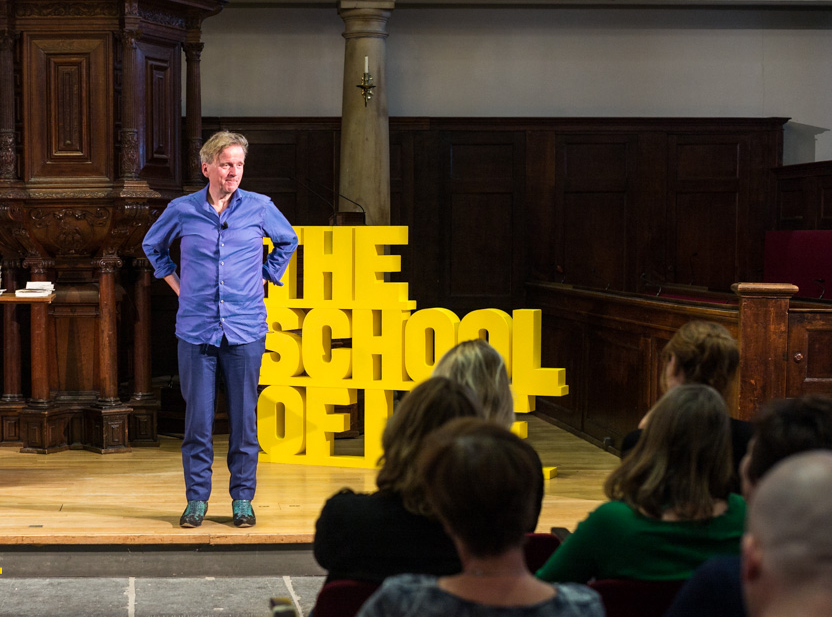
René Ten Bos over zijn denken bij The School of Life

Aanvankelijk schreef Ten Bos vooral over organisatie- en managementkunde, waarbij hij vanuit een filosofisch standpunt kritiek levert op bepaalde veronderstellingen die daar gangbaar zijn. Later richtte zijn werk zich meer op politieke of ecologische vraagstukken, waarbij hij zijn fascinatie voor de bureaucratieproblematiek nooit uit het oog verliest. Hij ziet het bij zijn schrijven en ook bij zijn spreken niet als zijn filosofische taak om overal een mening over te formuleren. Volgens hem is het van oudsher de taak van de filosoof om met paradoxen om te gaan. Para betekent ‘tegen’, en doxa is ‘mening’. Het gaat er dus niet om een mening te hebben, maar om ertegenin te denken, of te laten zien dat een mening te makkelijk is, omdat er verschillende problematische kanten aan iedere mening zitten. Hij zoekt geen pasklare antwoorden of een ondubbelzinnige definitie – alles wat complexiteit reduceert is verdacht.
"Filosofie moet woorden geven als er geen woorden meer zijn", zo beschrijft Ten Bos zijn vakgebied. Hij zoekt ook naar andere woorden voor bestaande problemen. Zo verwijst hij naar René Descartes voor de vraag wat je moet doen wanneer je verdwaald bent in een donker bos. Descartes zou in een rechte lijn lopen tot hij de rand bereikt, maar Ten Bos denkt dat wie gedesoriënteerd is en krampachtig een rechte lijn wil volgen na een tijdje in cirkels zal lopen. Het eerste wat je moet doen als je verdwaald bent, stelt Ten Bos, is stilstaan en onder een boom gaan zitten. Leer de omgeving kennen. Gebruik je zintuigen, niet enkel je hersenen. Ten Bos biedt geen routebeschrijving. Het enige wat hij kan doen is verslag uitbrengen van zijn eigen tastende zoektocht: "We moeten iedereen die de neiging heeft ons een richting te wijzen ten diepste wantrouwen."
Zelf ziet hij zijn werk vooral als een bijdrage aan de discussie over complexe onderwerpen. Daarbij probeert hij enerzijds recht te doen aan de wetenschappelijk-filosofische inhoud van deze thema’s, maar anderzijds hoopt hij ook een breed publiek te bereiken. In die zin is hij, net als zijn voorgangster als Denker des Vaderlands, Marli Huijer, een echte ‘publieksfilosoof’. Hij plaatst zichzelf daarbij nadrukkelijk in de sceptische traditie.  
- Gemeinsame Normdatei: 171701399
- International Standard Name Identifier: 0000 0001 1483 7424
- Library of Congress Control Number: n00089794
- NARCIS: PRS1290088
- Nationale Bibliotheek van Israël: 987007452829505171
- Nederlandse Thesaurus van Auteursnamen: 12384973X
- Système universitaire de documentation: 072311975
- Virtual International Authority File: 263213097
- WorldCat: E39PBJf4cBt9x3tTjTD49RtxjC